# ويليام روبرتسون وود
ويليام روبرتسون وود هو سياسي كندي، ولد في 6 يونيو 1874، وتوفي في 11 ديسمبر 1947. خدم في الهيئة التشريعية لمانيتوبا من 1915 إلى 1920 كعضو في الحزب الليبرالي.
ولد وود في جزر أوركني في اسكتلندا، وجاء إلى كندا في عام 1887. تلقى تعليمه في اسكتلندا وكذلك في مدرسة بورت إلجين الثانوية وفي جامعة تورونتو وفي كلية نوكس في تورونتو، وتخرج في 1904. تم تعيينه كقس مشيخي وعمل في دنبارتون في أونتاريو من 1904 إلى 1908، ثم في كليرمونت من 1908 إلى 1913، وفي فرانكلين في مانيتوبا بعد عام 1913. واصل العمل كقس بعد فوزه بانتخابات الهيئة التشريعية. كان أمينا عاما لرابطة التجارة الحرة الكندية من 1916 إلى 1917. أصبح أمينًا لاتحاد مزارعي الحبوب في مانيتوبا في عام 1917.  حصل على درجة الدكتوراه في اللاهوت في عام 1919 من جامعة بيتس.
ترشح لأول مرة للهيئة التشريعية في مانيتوبا في انتخابات المحافظات لعام 1914، وخسر أمام الوزير المحافظ جيمس هاودن بفارق 32 صوتًا في دائرة بيوتيفول بلينز. [3] لم يسعى هودين إلى إعادة انتخابه في انتخابات عام 1915، وهزم وود خصمه المحافظ جـ. هـ. اروين بأغلبية 197 صوتا. فاز الليبراليون بأغلبية ساحقة في هذه الانتخابات، وكان وود بمثابة مؤيد خلفي لحكومة توبياس نوريس.
لم يسع إلى إعادة انتخابه في عام 1920. أصبح وود أمينا لحزب المزارعين المتحدين في مانيتوبا حتى عام 1925. أصبح في ذلك العام رئيسًا لتحالف حظر الكجول في مانيتوبا. 
في عام 1928، أصبح مديرًا لمدرسة أهوسات الهندية في جزيرة فانكوفر، ولاحقًا المدرسة الهندية في بورتاج لا بريري. من عام 1943 إلى عام 1946، كان وود قسيسًا في سجن ستوني ماونتن. 
توفي وود في بورتاج لا برايري نتيجة للإصابات التي لحقت به في سقوطه في بوبلار بوينت. 